# Джованні Будзі
Джованні Будзі (італ. Giovanni Buzi; 10 березня 1961, Віньянелло - 17 березня 2010, Брюссель) — сучасний італійський письменник та художник.

## Біографія
Народився в 1961 році в Віньянелло. У 1980 році переїхав до Риму, де отримав освіту філолога в університеті ла Сап'єнца, а також закінчив Академію Мистецтв за напрямком «Образотворче мистецтво». Останні роки працював викладачем італійської мови та культури в Європейському парламенті в Брюсселі. Викладав Історію мистецтва в Академії Мистецтв Брюсселя. Опублікував шість романів: Faemines (Libreria Croce, 1999), Il Giardino dei Principi (Massari, 2000), Agnese (Tabula Fati, 2005), Uragano (Delos Books, 2008), Agnese, ancora (Edizioni Akkuaria, 2008), La signora dalla maschera d'oro (Il Foglio, 2009); три збірки новел: Fluorescenze (Il Filo, 2004), Sesso, orrore e Fantasia (Massari, 2005) та Alchimie d'amore e di morte (Tabula Fati, 2007); працю з історії мистецтва W. Turner in Etruria (Massari, 2004), розміщену в каталозі бібліотеки Метрополітен-музею в Нью-Йорку, підручник з історії мистецтва для спеціалізованих освітніх закладів (Multimedia, 1993); поетичну антологію Visi (Gierut Editore, 2009); безліч публікацій поезії та короткої прози в збірках, журналах і альманахах (таких як Writers Magazine Italia і Cronaca Vera). У 2005 році був нагороджений Premio Profondo Giallo за оповідання La collana di perle celesti; брав участь також в інших літературних конкурсах та здобував перемоги, серед яких найвагомішими є премії Lovecraft, Rill, Yorick та Delitto d'Autore. Його картини представлені на виставках Італії та за її межами з 1985 року.

## Цікава інформація
Свого часу за Джованні Будзі закріпилося прізвисько «італійський Клайв Баркер», очевидно, через поєднання таланту письменника в жанрі хоррор з генієм художника, картини якого сповнені болем, відчаєм та містикою. Сам Джованні Будзі не надає цьому прізвиську великого значення і в одному з інтерв'ю досить стримано прокоментував: «Коли почали проводити усілякі аналогії з Баркером, я й не знав, хто це. Я й зараз не надто добре уявляю, хто це, бо читав лише одне оповідання Баркера, яке, мушу визнати, мені дуже сподобалось. А всі ці сміливі порівняння мене лише тішать».

## Публікації в антологіях
2004 — Ruba un Raggio di Sole per l'Inverno

2004 — Racconti di... vini

2004 — Un Mondo di Parole

2004 — Bacco e le Muse

2005 — Altri Amori

2005 — N.O.I.R. Quindici passi nel buio

2005 — Premio "Coluccio Salutati" поезія

2005 — Racconti Diversi

2005 — Il Mio Mare

2005 — Sportiamoci in versi поезія

2005 — Christian Dotremont "Mémoire de neige"

2006 — San GenNoir

2006 — Giallo Mondadori n 2896

2006 — Lost Highway Motel 2

2006 — Tributo a H.P. Lovecraft

2006 — 666 Passi nel Delirio

2007 — Sex Condicio

2007 — Labyrinthe et oralcle. Le mistère des logogrammes de Christian Dotremont, праця з історії мистецтва

2007 — Space Prophecies, Episodi I & II

2007 — Criminalcivico

2007 — Vaults 2004, una notte di terrore

2007 — La spranga, racconti anti-neofascisti

2007 — Schegge di mondi incantati, il meglio del Premio Rill 2007

2007 — Car Sex новела

2008 — Carmen Nocturna поезія нуар

2008 — 500 gocce d'inchiostro короткі оповідання

2009 — Radiografie короткі оповідання

2009 — Veleno новела

## Малюнки на обкладинках
1990 — Toro, 1989 на Le buffle front large, di F. Iskander, Ed. Complexe, Bruxelles

1998 — Frammento, 1997 журнал Performances, Tolosa

2000 — Frammento, 1997 на Il Giardino dei Principi

2004 — Strega, 1982 на Fluorescenze

2005 — Accoppiamento d'ibridi, 2004 на Sesso, Orrore e Fantasia

2005 — Beata Ludovica Albertoni, 1987 на Il silenzio dentro, AAVV, Seneca Edizioni

2005 — Bambini cattivi, 2005 на Bambini cattivi, AAVV, Edizioni Melquiades

2008 — Pantera e libro, 2008 на Opera Narrativa Noir, AAVV, Tabula Fati

2009 — Viso dalla collana blu, 2009 на Visi, поетична антологія в об'єднанні з М. Теста, Gierut Editore